# Mitologie
O mitologie este un ansamblu relativ coerent de mituri, întâmplări care descriu o anumită religie sau un sistem de valori. Cuvântul "mitologie" provine din limba greacă (μυθολογία), din fuziunea cuvintelor "mythos" ("poveste" sau "legendă") și "logos" ("cuvânt"). 
În general, miturile sunt opere literare narative tradiționale care au rolul de a explica diferite fenomene ale naturii, originea omului și a animalelor, etc. De obicei, miturile implică prezența unui element sacru, a unor zeități, a unor forțe fabuloase, supraomenești. Miturile se suprapun adeseori cu legendele, diferențele dintre acestea fiind că legendele au un sâmbure de adevăr, în timp ce miturile sunt complet imaginare.
Eventual, termenul "mitologie" poate cuprinde totalitatea miturilor dintr-o cultură sau o religie (de exemplu: mitologie greacă, mitologie egipteană, mitologie nordică) sau o știință care se ocupă cu reconstruirea, studiul și interpretarea miturilor.
Mitologia ca sistem general este elaborată începând din stadiul culturii primitive, până în momentul apariției civilizației tehnice timpurii și a formelor ei de gândire teoretică, adică până atunci când mitologia - ca sistem integral - este absorbită și codificată - integral sau în parte - de religie.
Definită dinăuntrul ei, subiectiv, mitologia este o încercare globală de cunoaștere absolută a universului, deci o filosofie care conține demersul mistic și o știință generală care exclude experimentul și care se constituie în orice cultură primitivă.
Marile mitologii se formează - pentru fiecare grup uman în parte - între mezolitic și sfârșitul neoliticului, adică atunci când oamenii își înlesnesc existența printr-un mod de viața nou, cu un oarecare confort asigurat, față de riscurile traiului precedent, peregrin și aleator, din civilizația cinegetică și pescărească. În acest cadru au început să se compună epic și primele mituri coerente, a căror datare cronologică este imposibilă("dar important e să nu confundăm «vârsta» unei concepții religioase cu data primului document care o atestă" - Mircea Eliade, Istoria credințelor și ideilor religioase, I, Cuvânt înainte, 1976).
Mitologiile naționale au caracteristic specifice care reflectă concepția sau viziunea etnică despre relațiile vizibile și invizibile dintre om și univers.
Majoritatea mitologiilor arhaice, antice sau primitive, care au conținut concepțiile din epoca formativă a miturilor, au ajuns până la generațiile care dispuneau de mijloace tehnologic de conservare culturală sub formă de transcripții literare (epopeile lui Homer, Theogonia lui Hesiod, Mahābhārata), teologice (Biblia, Avesta), istorice (Popol Vuh, Kojiki, Huainan zi a lui Liu An), folcloristice (Edda Veche, Kalevala), filosofice (Veda, ciclul Upanișad), sau etnografice. Datorită acestor transmisii, fiecare mitologie s-a reorganizat treptat, influentată de copiști, traducători, poeți, istorici, filosofi, etnografi și folcloriști și mai puțin teologi. Conținutul mitologic a fost determinat de operații complicate de triere, interpolare, replicare filosofică, resistematizare istorică, restilizare poetică (cu filtrarea narațiunii mitice prin alegorie) și eventual cuprinderea în ideile religioase. Intervențiile și influențele reciproce au creat mitologii care pot proveni din diferite surse și au diferite concepte.

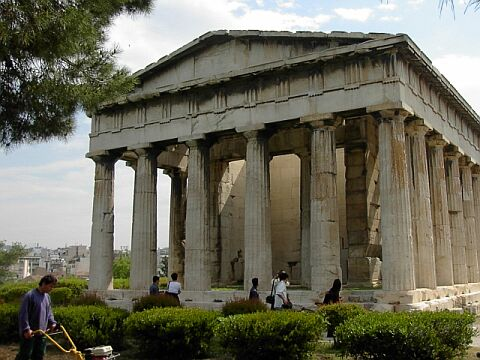
Templul lui Hefaistos, a stil doric in Atena Grecia, 449 î.e.n.

## Clasificări ale miturilor
De-a lungul timpului s-au evidențiat diferite tipuri de mituri. Miturile rituale explică eficiența unei anumite practici religioase sau sunt legate de un templu sau de un sanctuar. Miturile originii explică începerea unui obicei sau apariția unui obiect sau a unui nume. Miturile unui cult sunt cele ce redau importanța și semnificațiile unui ritual dedicat unei anumite zeități. Miturile de prestigiu sunt asociate adesea unui erou, unui oraș sau unor oameni, aleși și sprijiniți de o divinitate. Miturile escatologice descriu un eveniment catastrofal care de obicei pune capăt lumii oamenilor, sau chiar întregului univers. Miturile sociale întăresc, justifică sau apără niște valori morale și practicile unei societăți.

## Exemple de mitologii

### Mitologie traco-dacă
- Zei
  - Bendis
  - Derzis
  - Gebeleizis
  - Heros
  - Kotys
  - Zamolxis
- Ființe fabuloase

### Mitologie celtică
- Zei
  - Belisama
  - Brigid
  - Dagda
  - Danu sau Dana
  - Lug
  - Manannan
  - Oengus
  - Ogma
- Ființe fabuloase
  - Fomorii

### Mitologie egipteană
- Ammon
- Anubis
- Apis
- Apophis
- Bastet
- Bes
- Geb
- Hapi
- Hathor
- Hnum
- Horus
- Imhotep
- Isis
- Maat
- Min
- Neith
- Nephthys
- Nut
- Osiris
- Ptah
- Ra
- Sehmet
- Seth
- Tefnut
- Thot
- Mituri

### Mitologie etruscă
- Maris
- Menrva
- Tages
- Tinia
- Tuchulca
- Turan
- Uni

### Mitologie greacă
- Zei
  - Apollo
  - Ares
  - Artemis
  - Atena
  - Cronos
  - Demetra
  - Dionis
  - Gheea sau Gaia
  - Hades
  - Hera
  - Hefaistos
  - Helios
  - Hestia
  - Muze
  - Poseidon
  - Semele
  - Uranus
  - Zeus
- Eroi
  - Agamemnon
  - Ahile
  - Arachne
  - Belerofon
  - Casandra
  - Castor și Pollux
  - Clitemnestra
  - Electra
  - Elena
  - Hector
  - Hecuba
  - Heracles
  - Iason
  - Icar
  - Menelau
  - Meleagru
  - Nestor
  - Oedip
  - Oreste
  - Orfeu
  - Patrocle
  - Penelopa
  - Perseu
  - Ulise
- Ființe fabuloase
  - Centaur
  - Cerber
  - Ciclop
  - Gorgone (vezi Medusa)
  - Graie
  - Harpii
  - Hidra
  - Leul din Nemeea
  - Minotaur
  - Pegas
  - Pasărea Phoenix

### Mitologie nordică
- Zei
  - Baldur
  - Freya
  - Freyr
  - Frigg
  - Hel
  - Idunna
  - Loki
  - Njord
  - Odin
  - Skadi
  - Thor
  - Tyr
- Ființe fabuloase
  - Elf
  - Gigant
  - Fenris sau Fenrir
  - Gnom
  - Jormungand
  - Nixes
  - Trol
  - Walkirie

### Mitologie romană
- Zei
  - Bacchus
  - Ceres
  - Diana
  - Fortuna
  - Ianus
  - Iuno
  - Jupiter
  - Liber Pater
  - Marte
  - Minerva
  - Phaunus
  - Pluto
  - Proserpina
  - Saturn (Saturnus)
  - Venus sau Venera
  - Vulcan (Vulcanus)
  - Quirinus
- Eroi
  - Remus
  - Romulus
- Ființe fabuloase
  - Himera (Chimaera)

### Mitologie românească
- Ființe fabuloase
  - Balaur
  - Căpcăun
  - Iele
  - Luceafăr
  - Moroi
  - Muma Pădurii
  - Pricolici
  - Samca
  - Sânziana (sau Drăgaică)
  - Sânicoară
  - Scorpie
  - Spiriduș
  - Solomonar
  - Stafie
  - Strigoi
  - Uriaș
  - Ursitoare
  - Vasilisc
  - Vârcolac
  - Zână
  - Zgripsor
  - Zmeu
  - Zorilă
- Eroi
  - Baba Dochia
  - Făt-Frumos
  - Greuceanu
  - Ileana Cosânzeana
  - Păcală
  - Sfânta Duminică
- Sărbători și ritualuri
  - Dragobete
  - Mărțișor
  - Paparude
- Mituri
  - Miorița (mitul existenței pastorale)
  - Meșterul Manole (mitul estetic)
  - Traian și Dochia (mitul etnogenezei românilor)
  - Zburătorul (mitul erotic)

### Mitologie sumeriană
- - An- Zeul cerurilor
  - En-lil
  - En-ki
  - Ereshkigal
  - Inanna
  - Ki
  - Nammu
  - Ninhursag
  - Utu

### Mitologie hindusă
- - Brahma
  - Shiva
  - Vișnu
  - Durga
  - Ganesha
  - Rama
  - Indra
  - Lakshmi

### Mitologie aztecă
- Quetzalcoatl - zeul suprem
- Tlaloc- la început a fost zeul ploii și al cerului, pe urmă s-a vehiculat ideea că există mai mulți tlaloci stăpânii munților, conduși de un singur Tlaloc.

### Mitologie slavă
- Ființe fabuloase
  - Alkonost
  - Asilki
  - Domovoi
  - Gagana
  - Gamaiun (Gamayun)
  - Garafena
  - Gorgonii
  - Indrik
  - Itcetiki
  - Kriksi
  - Ovinnik
  - Pasărea de Foc
  - Polovoi
- Eroi
  - Alioșa Popovici
  - Dobrînia Nikitici
  - Ivan Țarevici
  - Mikula
  - Sviatogor
- Zeități
  - Dedușka Vodeanoi
  - Gorgonia
  - Khors
  - Koleada
  - Koșcei
  - Perun

## Concepte mitologice
- Divinitate solară
- Focul
- Apa
- Pământul
- Cerul
- Aerul
- Moartea
- Geneza
- Natura
- Animalele
- Plantele
- Omul
- Fulgerul
- Soarele
- Luna

## Simboluri transculturale
O serie de simboluri și concepte religioase se întâlnesc în mai multe mitologii, fie din cauză că au fost transmise de la o cultură la alta, ori pentru că au fost inventate independent unele de altele.
- Uroborus
- Svastica
- Yin și Yang